# Largo (Club nocturno)

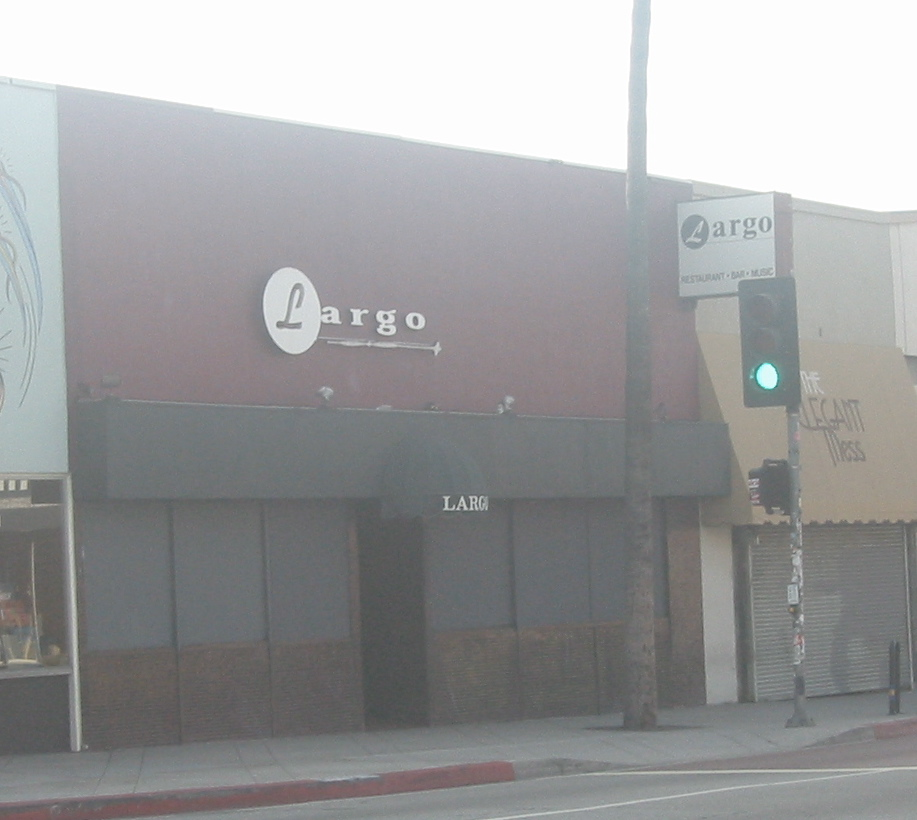
Exterior de la discoteca Largo (ubicación anterior)

Largo, también llamado Café Largo  Largo, darling! o Club Largo, es un club nocturno y cabaret en Los Ángeles, California conocido por sus artistas musicales y cómicos y por la residencia de los viernes por la noche del cantautor Jon Brion.

## Historia
Café Largo fue fundado por Jean-Pierre Boccara, un emprendedor de clubes nocturnos, en 1989. Café Largo contó con música (incluidas actuaciones de Peter Himmelman, Colin Hay, Victoria Williams, Suzanne Vega, Syd Straw, The Love Jones, Julie Christensen, Hugo Largo, Grant Lee Buffalo ), cabaret (incluidas actuaciones de Philip Littell, Stephanie Vlahos, Lypsinka, Barry Yourgrau), vodevil (Les Stevens), comedia ( Nora Dunn, Beth Lapides ) y palabra hablada (Tommy Cody, Eve Brandstein, Michael Lally ).
El LA Weekly nombró a Café Largo como el "Mejor Club de Cenas de Los Ángeles" en 1990. El New York Times publicó una importante reseña titulada "Un lugar para la poesía en la tierra de las imágenes" el 12 de julio de 1989. La reseña de Reader de 1989 se tituló "Café Largo mezcla comida y música de manera memorable". Se publicaron críticas más positivas en Newsweek, LA Style, LA Times, Los Ángeles, Buzz, Exposure, Movieline, The Edge, Details, Village View, Vogue, Interview, Playboy y US Magazine . En marzo de 1992, Boccara vendió el lugar a Mark Flanagan y su esposa Aimee Cain (modelo internacional y de la fama de Star Search) quienes acortaron el nombre a Largo, y su nombre simplemente a "Flanagan". Fergus O'Flynn y Joanne McKenna, junto con Flanagan, eran accionistas iguales. Boccara abrió LunaPark en Robertson Blvd en West Hollywood y lo operó desde Halloween '93 hasta Halloween 2000.
Flanagan comenzó a operar Largo en abril de 1992. (En la década de 1960, Largo, propiedad de Chuck Landis, era un club de estriptis en Sunset Blvd.) En 1996, Flanagan restableció Largo como un cabaret íntimo con música en vivo principalmente en la tradición del piano bar. La ubicación original de Largo en Fairfax Avenue tenía 100 asientos con una capacidad máxima de 130 personas, y las entradas se agotaron regularmente, con frecuentes avistamientos de músicos y actores famosos en la audiencia. El club tenía una política estricta de no hablar ni usar teléfonos celulares durante las presentaciones, pero sorprendentemente permitió que los miembros de la audiencia escribieran blogs en vivo en sus computadoras portátiles.
Flanagan convenció a Jon Brion de que se instalara en Largo los viernes por la noche. Los contactos de Brion llevaron a otros cantautores a actuar en el club, incluidos Aimee Mann, Michael Penn, Fiona Apple (que incluyó una canción que expresaba su amor por el club, "Largo", en su cuarto álbum), y Elliott Smith . A lo largo de los años, la lista de artistas semi-regulares en el club ha incluido a Neil Finn, E de las anguilas, Robyn Hitchcock, John Doe, Ben Folds, Grant-Lee Phillips, Rickie Lee Jones, Rufus Wainwright, Gary Dell'Abate, Jakob Dylan, Teddy Thompson, t. ATu, Brad Mehldau y Colin Hay .

## Actuaciones
El espectáculo típico de Largo implica una mezcla de música y comedia. Mann y Penn desarrollaron un road show llamado Acoustic Vaudeville en el formato Largo, que han llevado a Chicago y Nueva York . Se ve al cocreador de Seinfeld , Larry David, interpretando monólogos en Largo en su especial de 1999 de HBO "Larry David: Curb Your Enthusiasm". Brion nombra el género celebrado por Largo como " pop impopular" y subraya el énfasis en la letra con "Aquí todos somos unos zorras de canciones". Muchos de los habituales de Largo han tenido historias infames de álbumes que sus sellos no publican. Aunque generalmente unidos por esta estética común, los artistas provienen de muchas tradiciones, como el country, el rock y el cabaret .
Brad Mehldau lanzó un álbum de jazz producido por Jon Brion titulado Largo. El cantante y compositor de Toad the Wet Sprocket , Glen Phillips, actúa con regularidad y ha grabado un álbum en vivo Live at Largo en el club. Andy Prieboy desarrolló su musical White Trash Wins Lotto en el club. Condoleezza Rice ensayó su famoso dueto con Yo-Yo Ma en Largo en 2001. La banda Tenacious D comenzó en gran medida en Largo, que a su vez lanzó la carrera del actor y comediante Jack Black . Dan Finnerty fundó The Dan Band en Largo, haciendo shows mensuales allí antes de sus períodos en Old School y Starsky & Hutch . La banda Wild Colonials comenzó en gran medida en Largo con una exitosa residencia los martes por la noche que duró nueve meses durante 1992/1993. En 1993, en el apogeo de la escena de la palabra hablada en Los Ángeles de esa década, Largo organizó varios eventos con los escritores de Los Ángeles Viggo Mortensen, Scott Wannberg, Ellyn Maybe, SA Griffin, Tequila Mockingbird y Linda Ravenswood. Un CD de cinco pistas de Elliott Smith tocando solo en Largo fue lanzado en octubre de 2007, acompañando el libro de Autumn de Wilde , Elliott Smith .
En 2012, el comediante Tig Notaro realizó un set después de que le diagnosticaran cáncer. Ella no tenía la intención de lanzar el audio al principio, pero luego el álbum Live fue nominado para el premio Grammy al Mejor Álbum de Comedia en la 56a Entrega Anual de los Premios Grammy .
Sarah Silverman grabó su especial de stand-up de HBO de 2013, We Are Miracles at the Largo, ante una audiencia de 39 personas.
En 2020, durante la pandemia de COVID-19 y el encierro asociado, el comediante estadounidense Conan O'Brien trasladó a Conan, su programa de entrevistas nocturno de TBS, al Largo después de varios meses de transmisión desde su casa.

## Reubicación
El 2 de junio de 2008, Flanagan cerró el club y se mudó al Coronet Theatre en La Cienega Boulevard, rebautizándolo como Largo at the Coronet. Jon Brion continúa con su residencia mensual, actuando los viernes generalmente cerca del final de cada mes. También ha comenzado a incorporar muestras de video de músicos en sus actuaciones musicales.